# Hrabstwo Clark (Dakota Południowa)
Hrabstwo Clark (ang. Clark County) – hrabstwo w stanie Dakota Południowa w Stanach Zjednoczonych. Obszar całkowity hrabstwa obejmuje powierzchnię 967,79 mil² (2506,56 km²). Według szacunków United States Census Bureau w roku 2009 miało 3431 mieszkańców.
Hrabstwo powstało w 1873 roku. Na jego terenie znajdują się następujące gminy (townships):Ash, Blaine, Collins, Cottonwood, Darlington, Day, Eden, Elrod, Fordham, Foxton, Garfield, Hague, Lake, Lincoln, Logan, Maydell, Merton, Mount Pleasant, Pleasant, Raymond, Richland, Rosedale, Spring Valley, Thorp, Warren, Washington, Woodland.

## Miejscowości
- Bradley
- Clark
- Crocker (CDP)
- Garden City
- Naples
- Raymond
- Vienna
- Willow Lake